# 組氨素
組氨素（Histatin）是一類存在於唾液中的蛋白質。這種蛋白質能夠抗真菌和細菌，也有促進傷口閉合的作用。組氨素主要來自由馮·埃布納腺和舌後部的唾液腺分泌的漿液，它能在口腔中起到對侵入的微生物的早期防禦作用。
最常见的組氨素有三种：組氨素1、組氨素3、組氨素5。組氨素2是組氨酸1的降解產物，而其它組氨素都是組氨素3的降解產物，因此編碼組氨素的基因只有HTN1和HTN3。
組氨素亦有讓鞣质析出，從而阻止人體消化道將後者吸收的功效。